# Währungsverfassung
Die Währungsverfassung ist die zentrale Verfassung über die Währung eines Staates. Per Hoheitsrecht festgelegt, kann sich die Währungsverfassung in jedem Land und zu jeder Zeit ändern und reformiert werden.
Sie umschließt dabei das Münzrecht (Rechte zur Emission von Währungen, ihrer Münzen und Banknoten).

## Entwicklung in Deutschland
Während des Heiligen Römischen Reiches wurde die damalige Währungsordnung per Regalie festgelegt, siehe Münzregal.
Die Zeiten rivalisierender Währungen wurde erst mit Etablierung staatlicher Souveränität durchbrochen. Im 19. Jahrhundert kam es im Vereinigten Königreich mit dem Banking Charter Act 1844 zur Vergabe eines Währungsmonopols.
In Deutschland war im 1871 gegründeten Deutschen Reich das Banknotenprivileg der Reichsbank vergeben worden. Dies war aber kein Monopol, da die Privatnotenbanken der Länder Bayern, Sachsen, Württemberg und Baden bis 1935 bestehen blieben. 1875 erfolgte die Herstellung einer Währungseinheit auf Basis der Goldmark, aber erst zu Beginn des 20. Jahrhunderts wurde die Währung zum gesetzlichen Zahlungsmittel erklärt.
Nach der Hyperinflation wurde die Rentenmark 1923 eingeführt. 1924 wurde die bestehende Währungsverfassung vollständig reformiert, und die Reichsmark eingeführt. Nach der Bankenkrise 1931 wurde eine Bankenaufsicht installiert. Während des Dritten Reichs wurde die Verfassung abermals geändert, um die Staatsausgaben zu finanzieren. Die Unabhängigkeit der Reichsbank wurde beseitigt, die Bankenaufsicht intensiviert und die Devisenzwangswirtschaft verschärft.
Nach dem Zweiten Weltkrieg gab es erneut eine neue Währungsverfassung mit der Deutschen Mark als Währung und gesetzlichem Zahlungsmittel. Nach Art. 73 Abs. 1 Nr. 4 GG obliegt das Währungs-, Geld- und Münzwesen dem Bund und wird durch die Bundesregierung ausgeübt.
Die Devisenbewirtschaftung galt bis zum Außenwirtschaftsgesetz 1961 fort, wie auch die der Bankenaufsicht bis zum Kreditwesengesetz 1961. Die deutsche Währungsverfassung blieb zwischen 1948 und der Einführung des Euro im Wesentlichen unverändert. Die Mark war gesetzliches Zahlungsmittel, anderen Stellen als der Bank deutscher Länder und Bundesbank war die Emission von Währungen verboten.
Die Währungsverfassung Deutschlands fand mit dem Vertrag von Maastricht Eingang in die Europäische Union. Für die EU-Mitgliedstaaten der Eurozone bildet der Euro das gesetzliche Zahlungsmittel, ohne dass das Unionsrecht diesen Begriff näher erhellt. Das ausschließliche Recht zur Genehmigung der Ausgabe von Banknoten und Münzen liegt bei der Europäischen Zentralbank.
Das Prägerecht für Münzen liegt bei den einzelnen Mitgliedstaaten der EWWU, unterliegt aber einer mengenmäßigen Beschränkung durch die EZB. Daher sind alle Euroscheine gleich, die Münzen jedoch länderspezifisch mit unterschiedlichen Symbolen geprägt.
Die gesetzliche Monopolstellung des Bundes bezüglich der Ausprägung von Scheidemünzen fand ihren Niederschlag in § 7 des Münzgesetzes vom 8. Juli 1950, in dem es hieß: „Die Scheidemünzen werden im Auftrage und für Rechnung des Bundes in den Münzstätten derjenigen Länder ausgeprägt, die sich dazu bereit erklären.“ Diese Regelung gilt abgeändert in § 6 MünzG 2002 fort.
Die Bundesrepublik Deutschland hat Münzstätten in München, Stuttgart, Karlsruhe, Hamburg und Berlin. Inzwischen werden nur noch Scheidemünzen in Umlauf gebracht. Der Gewinn, der sogenannte Schlagschatz, fließt dem Bundeshaushalt zu. Sogenannte Kurantmünzen werden nicht mehr geprägt.

## Entwicklung in Österreich
Das Österreichische Münzrecht lag bis zum 31. Dezember 1988 beim Österreichischen Hauptmünzamt. Seit 1. Jänner 1989 hat jedoch aufgrund des Scheidemünzengesetzes 1988 die Münze Österreich die Aufgaben des Österreichischen Hauptmünzamtes übernommen. Nach den §§ 8 bis 14 des Scheidemünzengesetzes 1988 gehört dazu auch das Münzrecht. Die Münze Österreich steht seit ihrer Gründung im Alleineigentum der Oesterreichischen Nationalbank.

## Münzfreiheit
Münzfreiheit bedeutet, dass jeder Inhaber von Münzmetallen das Recht hat, den Staat zu bitten, diese Metalle in Münzen zu schlagen und ihm auszuhändigen. Dabei werden die Kosten der Prägung dem Kunden auferlegt, der Gewinn oder Verlust aufgrund der Abweichung des Nennwerts vom Metallwert wird ebenfalls dem Kunden zugerechnet. Dieses Recht der Münzfreiheit bestand in den USA bis weit ins 19. Jahrhundert (Freies Silber).